# Hyla bocourti
Hyla bocourti o Dryophytes bocourti es una especie de anfibios de la familia Hylidae.
Es endémica de Guatemala.
Sus hábitats naturales incluyen montanos secos, praderas a gran altitud y marismas intermitentes de agua dulce.
La rana adulta macho mide 2.6 a 3.5 cm de largo y la hembra 2.9 a 3.8 cm. La hembra tiene piel suave en su espalda, sino el macho no. Esta rana tiene discos para subir en cada dedo del pie.
Está amenazada de extinción por la destrucción de su hábitat natural por la tala, la agricultura y el pastoreo, por especies introducidas y posiblemente también por la enfermedad fúngica quitridiomicosis.